# Бородин, Николай Андреевич
Никола́й Андре́евич Бороди́н (Nicholas A. Borodin, 23 ноября 1861, Уральск — 22 декабря 1937, Кембридж, Массачусетс, США) — ихтиолог, политический деятель и журналист, депутат Государственной думы I созыва от Уральской области, член Конституционно-демократической фракции, депутат Учредительного собрания, эмигрант, профессор Гарвардского университета.

## Биография
Николай Бородин родился в семье сотника, позднее есаула, Уральского казачьего войска.
В 1870 году поступил в Уральскую войсковую гимназию, в 1879 году окончил её с золотой медалью и был принят на физико-математический факультет Санкт-Петербургского университета. Сначала учился на математическом отделении (1879—1880), затем (с сентября 1880) — на естественном. Позднее в своих мемуарах Н. А. Бородин писал: 

Заняться чистой наукой, забыв о служении народу, среди нас считалось совершенно недопустимым аристократизмом, и, лишь имея в виду приложение добытых в университете знаний к жизни с пользой для народа, — можно было ещё со спокойной совестью сидеть в лаборатории над изучением строения того или иного животного или растения… Почему я возымел особый интерес к прикладной ихтиологии и рыболовству, ставшими моей специальностью? Да несомненно потому, что я заранее предвидел и стремился работать в своем родном крае, … в котором рыболовство имело первостепенное значение, захватывало всех и вся.
Окончил естественное отделение ИСПбУ в декабре 1884.
Вернувшись в Уральск, с 1885 году служил делопроизводителем войскового хозяйственного правления.
.

### Научная деятельность
Благодаря поддержке Н. Н. Шипова, наказного атамана Уральского казачьего войска и губернатора Уральской области, Бородин начал организацию ихтиологических исследований на реке Урал ещё в 1880-е годы. В 1884 году им был проведён первый в России удачный опыт по оплодотворению икры осетровых (севрюги).
В 1889 году на 1-й Всероссийской рыбопромышленной выставке в Петербурге Бородин выступил в роли экскурсовода при осмотре экспонатов императором Александром III.
Заведовал переписью и статистико-экономическим исследованием Уральского войска.
В 1891 вышло фундаментальное двухтомное исследование Бородина «Уральское казачье войско. Статистическое описание», приуроченное к трёхсотлетнему юбилею Уральского войска, выполненное в соответствии с лучшими образцами земской статистики того времени. За этот труд Императорское Русское географическое общество наградило Бородина золотой медалью по отделению этнографии и статистики.
В 1891 году по решению атамана Уральского войска Бородин был направлен в двухгодичную командировку по странам Европы и Северной Америки для изучения работы зарубежных ихтиологических станций.
С 1891 года занимал должность войскового техника Уральского рыболовства, учреждённую специально для него.
С 1896 года ежегодно проводил на реке Урал эксперименты по искусственному оплодотворению икры осетра и севрюги, выращиванию молоди севрюги. По поручению «Российского общества рыболовства и рыбоводства» Бородин проводил изучение особенностей размножения, сравнительную оценку методов инкубации икры и гибридизации осетровых рыб. Он проделал огромный труд для улучшения рыболовства на реке Урал и в Каспийском море, одним из первых в России выступил за утилизацию рыбных отходов.
Научные интересы Н. А. Бородина в эти годы были очень широки, его интересовали вопросы систематики и инвентаризации ихтиофауны, рыболовной статистики, способы лова и обработки рыбы, проблемы сохранения запасов рыбы, биология промысловых рыб и рыборазведение. Одним из первых Бородин сформулировал основные принципы рационального ведения рыбного хозяйства. Ученый последовательно разрабатывал биотехнику искусственного разведения осетровых, и его результаты явились единственным в мировой практике того времени примером выращивания молоди осетровых рыб в искусственных условиях.
В 1899 году Бородин переехал в Санкт-Петербург, где стал служить старшим специалистом по рыболовству департамента земледелия. В 1902 году он был избран генеральным секретарём Международного конгресса по рыболовству и рыбоводству, проходившего в столице Российской империи. В 1900—1904 годы исследовал Азово-Донской, Черноморско-Кубанский, Амударьинский, Каспийский районы рыболовства.

### Журналист
Н. А. Бородин с 1894 года сотрудничал в газете «Русские ведомости». Основатель газеты «Уралец», редактор-издатель «Уральского Обозрения» и «Вестника казачьих войск» (1901—1904), сотрудник «Нашей Жизни». Опубликовал ряд статей в 82-томном «Энциклопедическом словаре Брокгауза и Ефрона», «Полной энциклопедии русского сельского хозяйства», издание Девриена. Состоял редактором отдела «Рыбоводство» в «Журнале животноводства», «Известий Комитета по холодильному делу» и отдела «Холодильное дело» в «Технической энциклопедии» (издание тов. «Просвещение»).

### Общественно-политическая деятельность
Ещё в студенческие годы началась активная общественная деятельность Н. А. Бородина; 20 и 21 октября 1882 года он участвовал в университетских сходках. Вошёл в студенческое землячество «Яик», составил программу «Товарищества объединённых землячеств». Главной целью товарищества была подготовка общественно-политических деятелей, которые после окончания университета будут работать в провинции.
В конце осени 1883 года Бородин вошёл в ядро социал-демократической группы Д. Благоева. После высылки Димитра Благоева из России Бородин взял на себя связь с заграницей, участвовал в создании новых кружков. В 1885 году, окончив университет, уехал в Уральск, где в мае 1886 года был арестован из-за знакомства с привлечённым по народовольческому делу Л. Ясевича студентом Александриным. После того как следствие установило его принадлежность к группе Благоева, был привлечён по делу благоевцев: В. Харитонова и других. Находился под стражей с 18 мая по 17 июня 1886 года, но был освобожден по ходатайству наказного атамана Уральского казачьего войска Н. Н. Шипова и депутата от Уральского войска при Главном управлении казачьих войск П. Мартынова под особый надзор полиции. 13 января 1888 года повелено учредить над Бородиным надзор его непосредственного начальства на 2 года, с заменой в случае оставления им государственной службы полицейским надзором.
В Уральске Бородин основал бесплатную читальню, комиссию народных чтений, общество начального образования, уральский отдел общества рыболовства, был председателем уральского общества садоводства. Три раза был в Уральской области председателем съезда выборных от станичных обществ.

#### В Государственной думе
22 апреля 1906 года был избран в Государственную думу 1-го созыва от съезда уполномоченных от казачьих станиц. Вошёл в Конституционно-демократическую фракцию. Состоял в аграрной, финансовой, библиотечной комиссиях, в последней товарищ (заместитель) председателя. Выступал по аграрному вопросу, в прениях по запросу об использовании казачьих частей в карательных целях.
10 июля 1906 года в Выборге подписал «Выборгское воззвание» и был осуждён по ст. 51 и п. 3 ч. 1 ст. 129 Уголовного уложения, приговорён к 3 месяцам тюрьмы и лишён права быть избранным. Заключение отбывал в Санкт-Петербургской тюрьме «Кресты».
В 1907 году вступил в Конституционно-демократическую партию.

### От разгона Думы до революции
С 1908 года участвовал в работе Комитета по холодильному делу; был одним из первых, кто применил искусственный холод для хранения и транспортировки продуктов, в том числе рыбы. С 1910 года вновь служил в департаменте земледелия. Читал лекции по рыбоводству на Петербургских сельскохозяйственных курсах. В 1911—1914 годах по поручению департамента побывал в нескольких длительных заграничных командировках для изучения состояния рыбопромышленности за рубежом. Во время второй командировки в США стал одним из основателей «Общества сближения между Россией и Америкой», избран товарищем председателя этого общества, в 1915—1917 гг. редактировал его «Известия». Во время Первой мировой войны был привлечён правительством в качестве специалиста по использованию искусственного холода для хранения скоропортящихся продуктов для фронта. Работал также в отделе Всероссийского союза городов, который организовывал материальную помощь российским военнопленным в Германии и Австро-Венгрии.
Член ложи «Чермака» (Петроград), существовавшей с 1914 до февраля 1917 г. в составе ВВНР.
В 1915 году Бородин учредил Общество сближения между Россией и Америкой.

### Революция и Гражданская война
После Февральской революции 1917 года издавал вместе с П. Н. Милюковым, Н. И. Кареевым, Н. О. Лосским кадетскую газету «Свободный народ». Совместно с В. И. Вернадским работал в партийной литературной комиссии по изданию политической литературы. Вновь выезжал в США в составе чрезвычайной миссии Б. А. Бахметьева при Временном правительстве для получения займа и обеспечения планомерного выполнения заказов по поставкам военной и сельскохозяйственной техники.
В 1917 году был избран депутатом Учредительного собрания от Уральского округа по списку № 3 (войсковой съезд Уральского казачества), после его разгона покинул Петроград.
Входил в антибольшевистский Всероссийский национальный центр в Москве. Через Уральск перебрался в Омск, где в 1918—1919 годах служил в Министерстве земледелия и был представителем Уральского войска при правительстве Колчака. Преподавал в Омском сельскохозяйственном институте. В конце 1919 года был направлен Министерством земледелия в США для закупки сельскохозяйственной техники и оборудования для сельскохозяйственных учебных заведений Сибири.

### Эмиграция в США
После поражения армии Колчака остался в США. Преподавал в Русском народном университете в Нью-Йорке (с 1919 года); член Ассоциации русских американских ученых в США.
- В 1926 — ассистент-куратор Бруклинского музея[10].
- В 1927—1928 — ассистент Американского музея естественных наук[10].
- С 1928 — куратор ихтиологической коллекции Музея сравнительной зоологии Гарвардского университета[10].
- С 1931 — профессор Гарвардского университета[10]

По данным Казахской энциклопедии Н. А. Бородин был профессором Висконсинского университета (Мэдисон). В годы советской власти запрещалось упоминать его имя.

## Семья
- Жена — Лидия Семёновна, в девичестве Донскова[12][13]:88, выпускница физико-математического отделения Высших женских курсов (ВЖК, 1884 г.); в течение нескольких лет работала библиотекарем бесплатной народной читальни в Уральске, потом вернулась в Санкт-Петербург; член Бюро Общества вспоможения окончившим ВЖК. Помощница библиотекаря в библиотеке ВЖК с 1912 по 1918 гг.[14].
  - Сын — Дмитрий (1887—1957), энтомолог, сотник Уральского казачьего войска во время Гражданской войны, эмигрант, сотрудник Н. И. Вавилова.
  - Младший сын[15] — имя?, замёрз 11 февраля 1920[13]:217.
  - Дочь — Татьяна (1898—1937), архитектор по профессии[15], как сообщает архивная справка: уроженка г. Уральск, русская, беспартийная, в момент ареста без определённых занятий, проживала: г. Ленинград, пр. Карла Либкнехта, д. 65, кв. 22. Арестована 20 сентября 1937 г. Особой тройкой УНКВД ЛО 28 сентября 1937 г. приговорена по ст. ст. 58-10-11 УК РСФСР к высшей мере наказания. Расстреляна в г. Ленинград 4 октября 1937 г.[16]
- Второй брак — Надежда Степановна, скончалась 28 ноября 1964 года в Сант-Петербурге (Флорида, США)[17].

## Биологические виды, описанные Бородиным
- 1896 — Пресноводная тюлька Clupeonella tscharchalensis (Borodin, 1896)
- 1897 — Персидский осётр (лат. Acipenser persicus) Borodin, 1897
- 1904 — Анчоусовидная килька (лат. Clupeonella engrauliformis (Borodin, 1904)[18])
- 1904 — Бражниковская сельдь Alosa braschnikowi (Borodin, 1904)
- 1927 — Cirripectes obscurus (Borodin, 1927)
- 1927 — Chasmocranus truncatorostris Borodin, 1927
- 1927 — Trachelyopterus leopardinus (Borodin, 1927)
- 1927 — Caecorhamdella brasiliensis Borodin, 1927
- 1927 — Pimelodella longipinnis (Borodin, 1927)
- 1928 — Атлантический лестидий[19] Lestidium atlanticum Borodin, 1928
- 1929 — Hypomasticus Borodin, 1929
- 1929 — Hypomasticus garmani Borodin, 1929
- 1929 — Hypomasticus thayeri Borodin, 1929
- 1929 — Melanolagus bericoides (Borodin, 1929)
- 1929 — Leporinus cylindriformis Borodin, 1929
- 1929 — Leporinus tigrinus Borodin, 1929
- 1930 — Caristius fasciatus (Borodin, 1930)
- 1930 — Aphareus obtusirostris[20] — акватория Азорских островов.
- 1931 — Schizodon rostratus Borodin, 1931
- 1931 — Laemolyta garmani (Borodin, 1931)
- 1936 — Synodontis tanganyicae Borodin, 1936

### Рекомендуемые источники
- Николай Андреевич Бородин (1861—1937 годы) великий ученый и общественный деятель России, Казахстана и США : [международная научная конференция] : к 150-летию со дня рождения Н. А. Бородина : сборник научных докладов. — Тольятти : Поволжский гос. ун-т сервиса. — 21 см. — На обл. в надзаг.: Президент. центр культуры, Обществ. фонд «Евразийс. союз ученых», С.-Петерб. союз ученых. Ч. 2. — [2010]. — 107 с. : ил. — Библиогр. в конце докл. — Библиогр. в подстроч. прим. — 500 экз.. — ISBN 978-5-9581-0233-4

## Архивы
- Российский государственный исторический архив. Ф. 1278. — Оп. 1 (1-й созыв). — Д. 36. — Л. 3; Ф. 1327. — Оп. 1. (1905 г.) — Д. 143. — Л. 208 об.